# Huismuseum Eliza Orzeszkowa
Het Huismuseum Eliza Orzeszkowa (Wit-Russisch: Дом-музэй Элізы Ажэшкі) is een museum in Grodno, Wit-Rusland dat gewijd is aan de Poolse schrijfster Eliza Orzeszkowa (1841–1910), die werd gezien als een belangrijke vertegenwoordigster van positivisme.

## Beschrijving

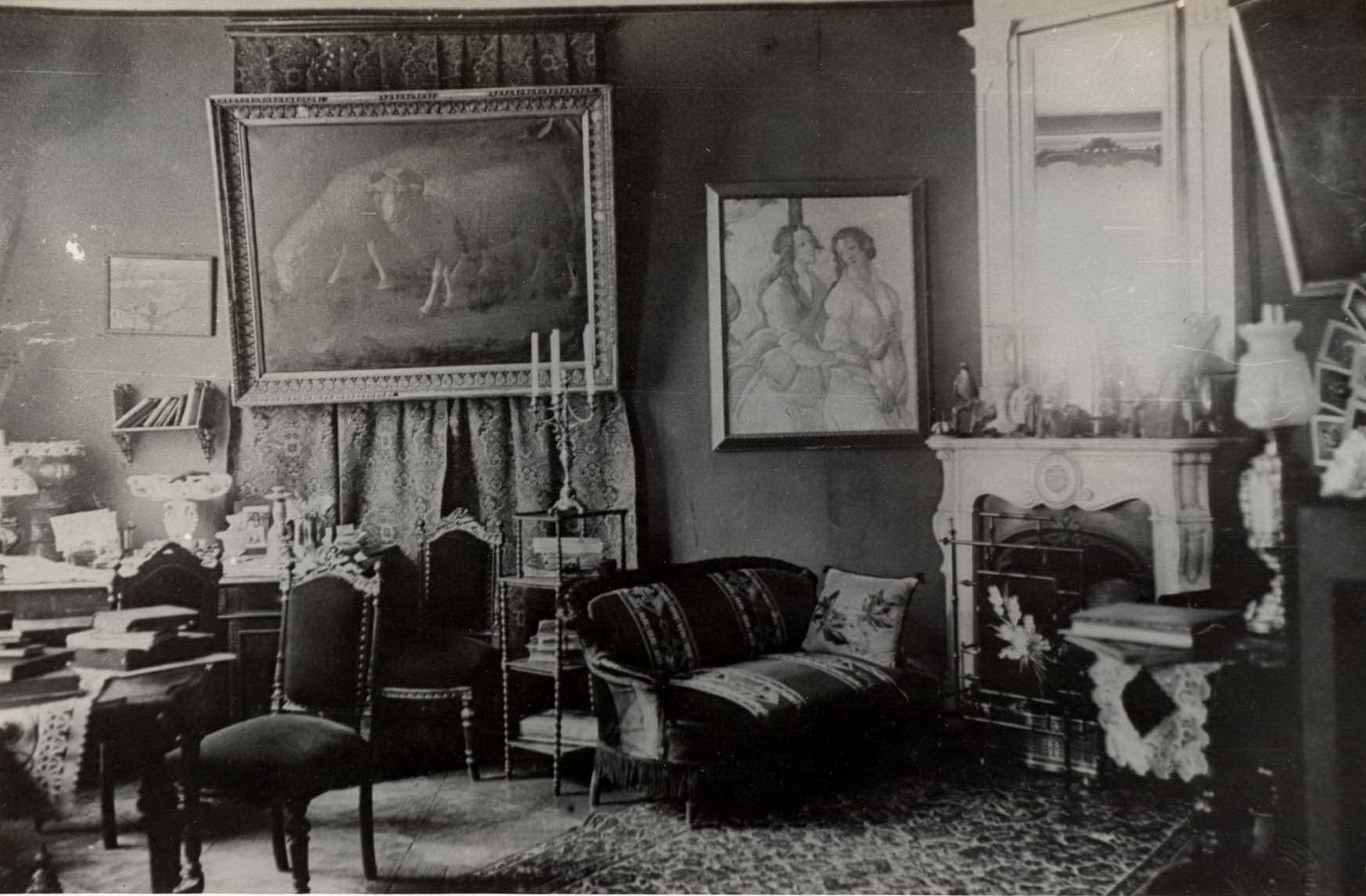
De kleine salon, begin 20e eeuw.

De kennismaking met het huis van Eliza Orzeszkowa begint met een kantoor. De belangrijkste troef zijn de boeken. De meeste zijn gepubliceerd tijdens het leven van de schrijfster, waaronder haar hoofdroman Nad Niemnem (Op de Niemen). Daarin is Eliza Orzeszkowa, zoals in alle werken, trouw aan patriottische ideeën. Een favoriete plek in het huis van de schrijfster was een klein salon waar ze bij de open haard schreef, gasten ontving en liefdadigheidsprojecten besprak. Onder deze projecten waren herbarium-albums die ze verkocht voor liefdadigheidsdoeleinden. Een deel van dit erfgoed is bewaard in het Apotheekmuseum.
In dit huis schreef ze het boek met korte verhalen "Melancholie" (1896), de romans "De Australiër" (1896) en "Ad astra" (1904), "De Argonauten" (1900) en de verzameling van novelles "Gloria victis" (1910). Op de zolder was een bibliotheek waar privélessen werden gegeven.

## Geschiedenis

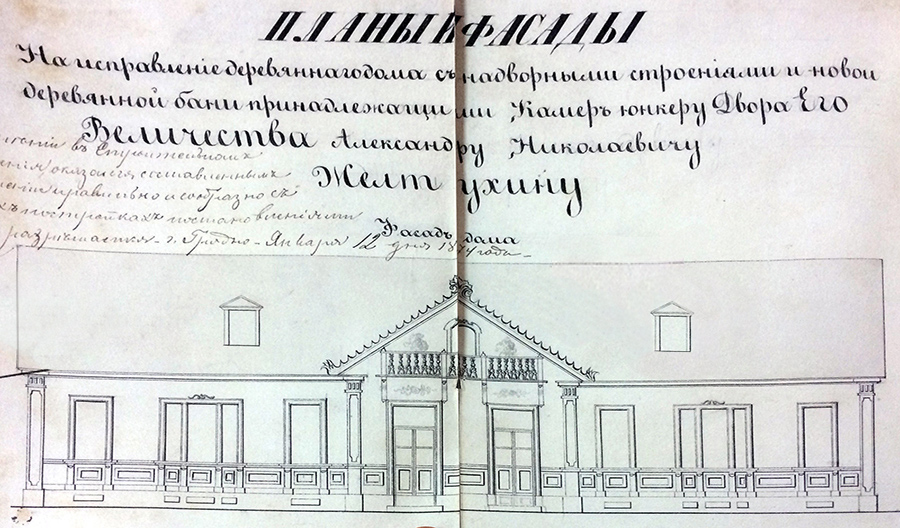
Maattekening van het huis in de tijd dat Zheltukhin het bezat, 1874

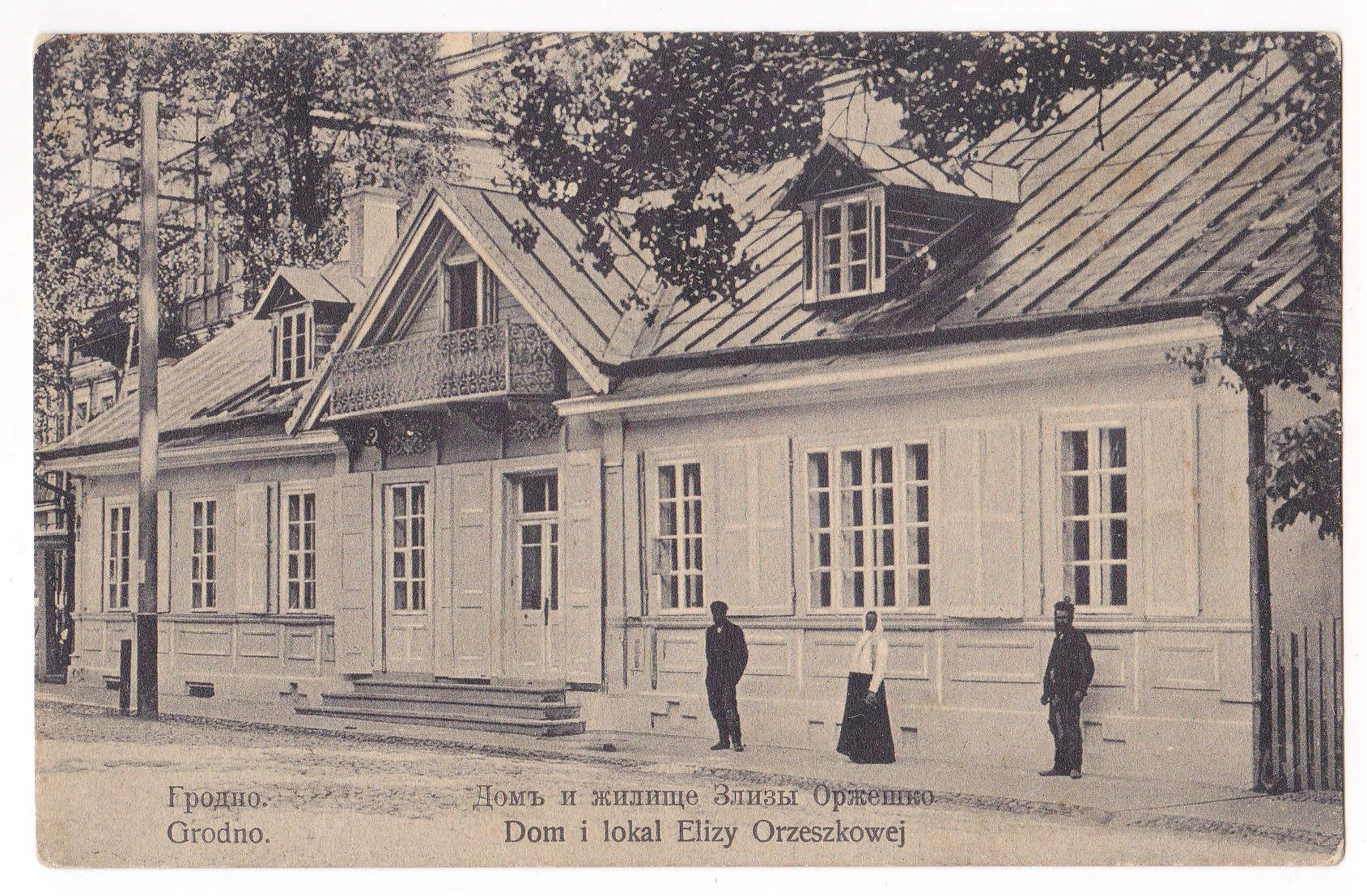
Orzeszkowa's huis, begin 20e eeuw

Er werd aangenomen dat Orzeszkowa's oorspronkelijke woning in de jaren 1860-1870 werd gebouwd door Stanislaw Nagorsky, maar in werkelijkheid werd het huis vóór 1866 gebouwd door een eremagistraat, staatsadviseur Alexander Nikolayevich Zheltukhin. Volgens archiefdocumenten bezat Zheltukhin het huis in 1874. In 1878 moest hij vertrekken. De advocaat Stanislaw Nagorsky, de toekomstige echtgenoot van Eliza Orzeszkowa, werd de volgende eigenaar. De schrijfster woonde er van 1894 tot het einde van haar leven. Na haar dood in 1910 werd het huis volgens haar wil in 1911 overgedragen aan de lokale "Dienst Voogdij", maar al in de jaren 1920 werd het als handelsschool gebruikt.
In de periode tussen 1920 en 1948 waren in het huis van de schrijfster organisaties gevestigd. Zo werd er in 1940 de staatsmuziekschool in geopend. Nadat de stad was bevrijd van de Duitse bezetting, bevonden zich hier het regionale projectbestuur, een bloedafnamepunt en een technisch bureau. In 1948 besliste het Regionaal Uitvoerend Comité het gebouw aan de Pioniersorganisatie over te dragen. Later, in de jaren 1960, werkte er een afdeling van de regionale schrijversbond.
In juli 1958 werd een gedenkplaat bevestigd en opende het museum de deuren. Hiervoor werd een grote bijeenkomst gehouden van vertegenwoordigers van arbeiders, studenten en schoolkinderen van de stad. In maart 1959 vond in het huis de opening van de leeszaal, genoemd naar Eliza Orzeszkowa, plaats.
De straat waar het museum zich bevindt, kreeg zijn huidige naam in de jaren 1920 en noemt sindsdien Eliza Orzeszkowastraat. In 1939 werd kort, als eerbetoon aan de nieuwe ideologie de straat naar de communistische leider Vladimir Lenin hernoemd.

## Verbouwing en reconstructie

### Verbouwing in 1976
Het huis van Eliza Orzeszkowa ligt tegenover het oude universiteitsgebouw en is in zijn huidige vorm een kopie van het huis waarin de schrijfster van 1894 tot haar dood woonde. In 1976 werd het vervallen gebouw afgebroken en kwam er een kopie. Het nieuwe huis staat verder van de straat in vergelijking met een oorspronkelijke, het verschil is te zien op de oude foto’s en kaartjes van Grodno.

### Reconstructie van het kantoor en de kleine salon
De volgende reconstructie vond in 2009 plaats. Op basis van de bewaarde foto's werden de interieurs van het kantoor en de kleine salon van Eliza Orzeszkowa in zijn oorspronkelijke vorm hersteld. De kamers zijn ingericht met meubels en voorwerpen uit de tijd waarin de schrijfster leefde. Van de originele voorwerpen zijn een spiegel en een open haard te zien, herbariumalbums verzameld door Eliza Orzeszkowa, haar boeken, portretten en foto's - het museum heeft in totaal meer dan 70 exposities. Tijdens de laatste reconstructie, werd een airconditioningsysteem geïnstalleerd zodat de boeken beter bewaard worden.

## Fotogalerij

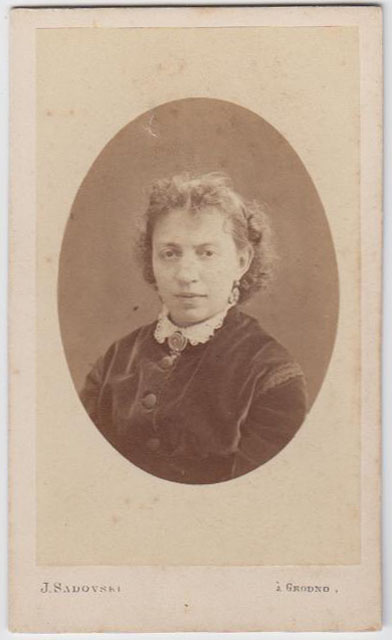
Foto van Orzeszkowa, 1870
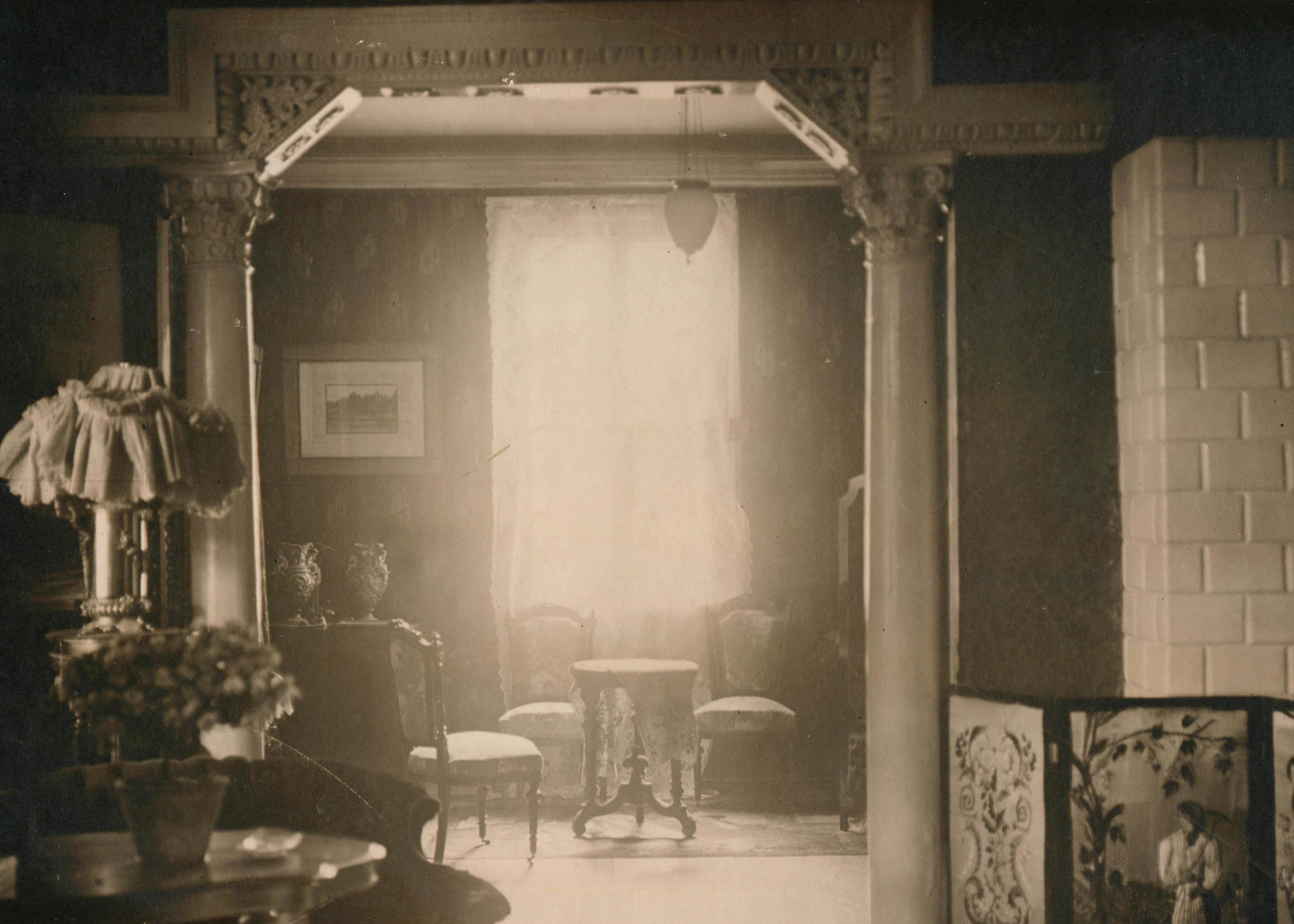
Een van de kamers in het oorspronkelijke huis van Orzeszkowa
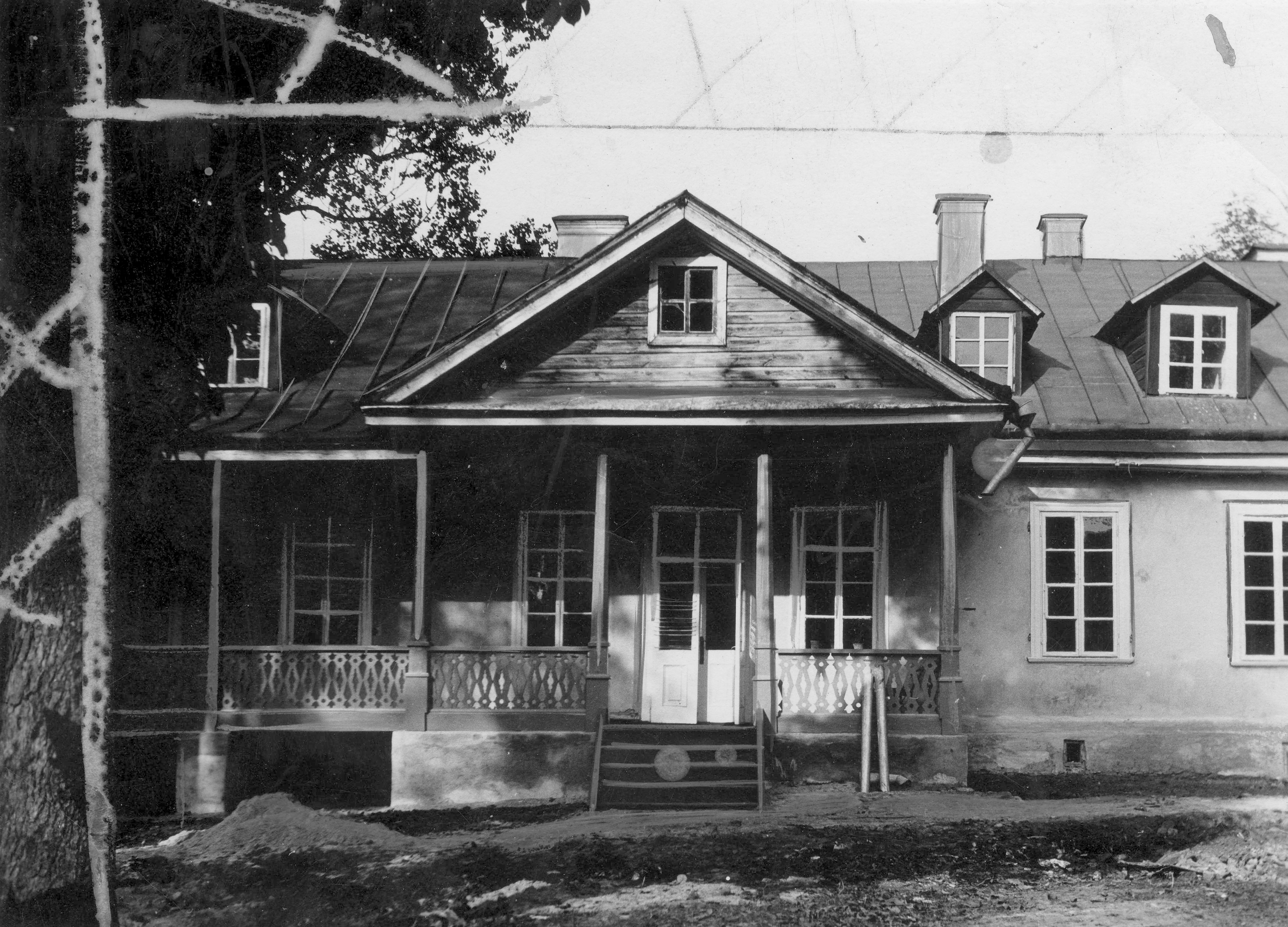
Het huis van Orzeszkowa in de jaren 1930
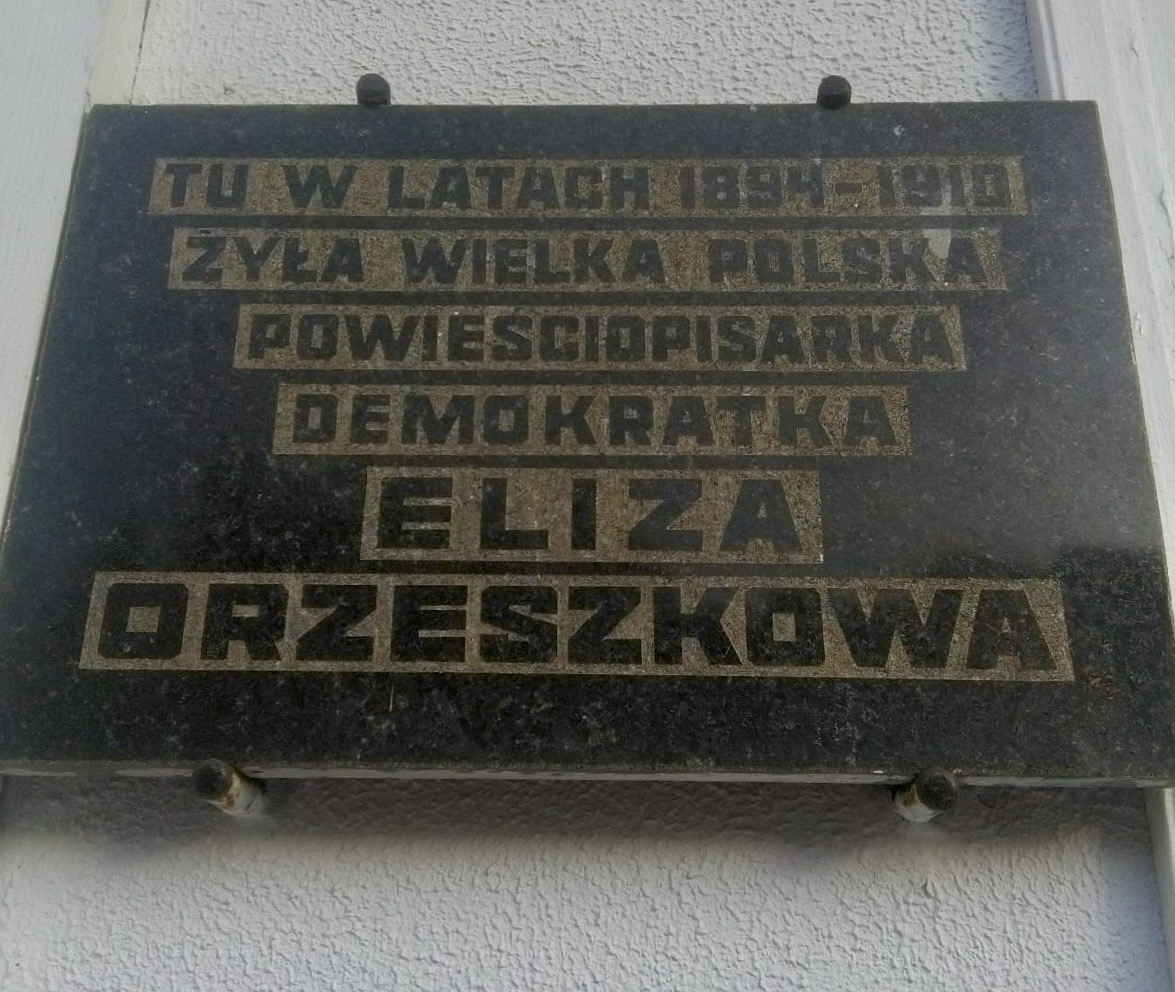
Gedenkplaat op het museum van Orzeszkowa
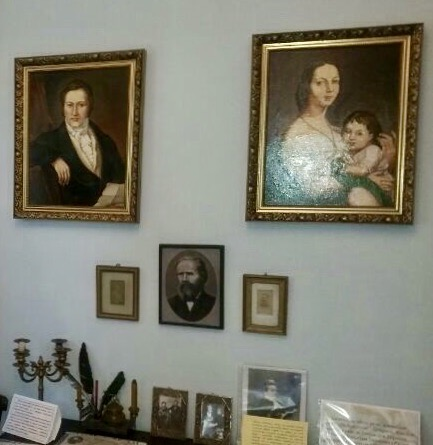
Het bureau van Orzeszkowa na de reconstructie in 2009
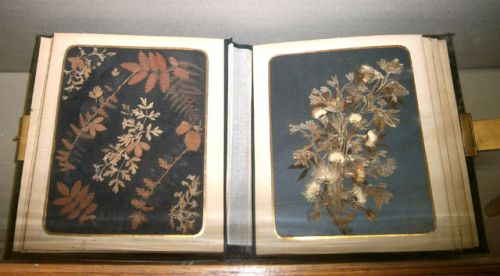
Herbariumalbum gemaakt door Eliza Orzeszkowa
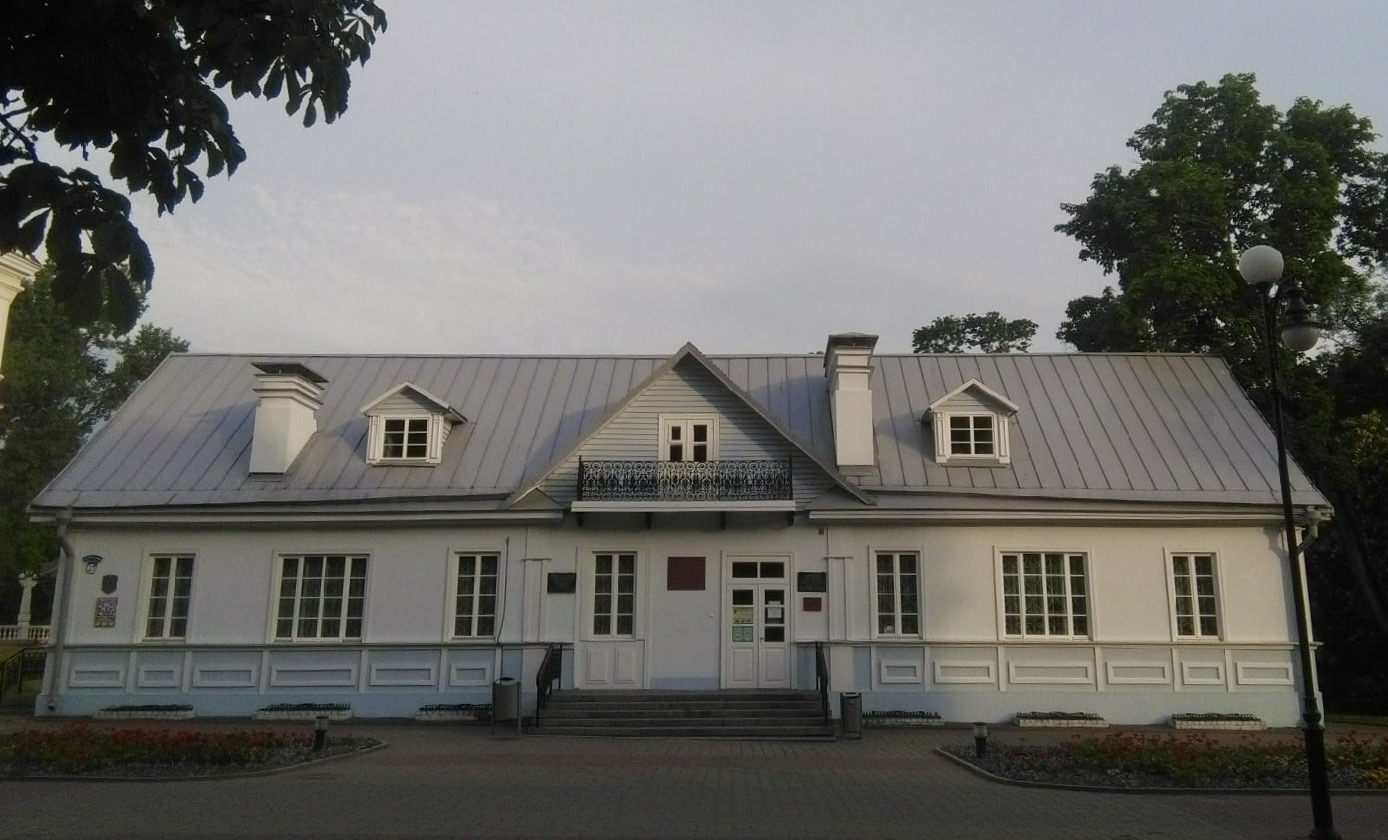
Huismuseum van Eliza Orzeszkowa, 2020